# Eurotas
În mitologia greacă, Eurotas (Ευρώτας) era fiul lui Myles și strănepotul lui Lelex. Era tatăl Spartei (orașul a primit numele ei). Frate al lui Lacedaemon, care de asemenea era soțul Spartei, conform pausaniilor.